# Mountain City, Texas
Mountain City là một thành phố thuộc quận Hays, tiểu bang Texas, Hoa Kỳ. Năm 2010, dân số của xã này là 648 người.

## Dân số
- Dân số năm 2000: 671 người.
- Dân số năm 2010: 648 người.